# ني ستيرا (إففويا)
ني ستيرا (Νέα Στύρα) هي مدينة في إففويا في مقاطعة كينتريكي إلادا في اليونان.